# Grete Treier
Grete Treier (Tartu, 12 de diciembre de 1977) es una ciclista profesional estonia. Debutó como profesional en 2006. Tras ganar, desde el 2006, seis Campeonatos de Estonia en Ruta y cinco Campeonatos de Estonia Contrarreloj logró plaza para participar en los Juegos Olímpicos de Pekín 2008 participando en la prueba en ruta donde acabó 30ª en la y en los Juegos Olímpicos de Londres 2012 participando también prueba en ruta donde esta vez acabó 17.ª. Fuera de su país ha destacado sobre todo en el Tour Féminin en Limousin donde ha logrado la victoria en dos ocasiones (2010 y 2011) además de conseguir dos victorias parciales en 2010. También destacó en el Giro de Italia Femenino 2007 donde a pesar de no obtener victorias parciales acabó en los puestos delanteros (entre las 9 primeras) en siete de las nueve etapas además de obtener la 8.ª posición en la clasificación general final.

## Palmarés
2006 (como amateur) 
- 1 etapa del Eko Tour Dookola Polski
- Campeonato de Estonia en Ruta

2007
- 1 etapa del Tour de Polonia Femenino
- Campeonato de Estonia Contrarreloj
- Campeonato de Estonia en Ruta

2008
- Campeonato de Estonia Contrarreloj
- Campeonato de Estonia en Ruta
- 1 etapa del Tour de Turingia femenino

2010
- Campeonato de Estonia Contrarreloj
- Campeonato de Estonia en Ruta
- Tour Féminin en Limousin, más 2 etapas

2011
- Campeonato de Estonia Contrarreloj
- Campeonato de Estonia en Ruta
- Tour Féminin en Limousin

2012
- Campeonato de Estonia Contrarreloj
- Campeonato de Estonia en Ruta

## Resultados en Grandes Vueltas y Campeonatos del Mundo
Durante su carrera deportiva ha conseguido los siguientes puestos en las Grandes Vueltas femeninas y en los Campeonatos del Mundo en carretera:
| Carrera              | 2004 | 2005 | 2006 | 2007 | 2008 | 2009 | 2010 | 2011 | 2012 |
| -------------------- | ---- | ---- | ---- | ---- | ---- | ---- | ---- | ---- | ---- |
| Giro de Italia       | -    | -    | -    | 8.ª  | 13.ª | -    | 13.ª | 45.ª | Ex.  |
| Tour de l'Aude       | -    | -    | -    | -    | -    | -    | -    | X    | X    |
| Grande Boucle        | X    | -    | -    | -    | -    | -    | X    | X    | X    |
| Mundial en Ruta      | 66.ª | 55.ª | 20.ª | 40.ª | 43.ª | -    | 37ª  | 30ª  | -    |
| Mundial Contrarreloj | -    | 32ª  | -    | -    | 27ª  | -    | -    | 25.ª | -    |

-: no participa

Ab.: abandono

Ex.: expulsada por la organización

## Equipos
- S.C. Michela Fanini Record Rox (2007)
- Gauss RDZ Ormu (2008)
- S.C. Michela Fanini Rox (2010[nota 2] -2013)
  - S.C. Michela Fanini Record Rox (2010[nota 2]-2012)
  - S.C. Michela Fanini-Rox (2013)